# Yūsuke Murakami
Yūsuke Murakami (jap. 村上 佑介 Murakami Yūsuke; ur. 27 kwietnia 1984) – japoński piłkarz występujący na pozycji obrońcy. Obecnie występuje w V-Varen Nagasaki.

## Kariera klubowa
Od 2008 roku występował w klubach Kashiwa Reysol, Albirex Niigata, Ehime FC i V-Varen Nagasaki.